# Rusherking
Thomas Nicolás Tobar (Santiago del Estero, 20 de mayo de 2000), conocido artísticamente como Rusherking, es un rapero argentino. Adquirió reconocimiento tras el lanzamiento del remix de su sencillo, «Además de mí», con el cual alcanzó el primer puesto en la lista Argentina Hot 100 publicada por la revista Billboard y recibió la certificación de triple disco de platino en Argentina.
Previamente, en 2020, tuvo un moderado desempeño comercial en la listas de éxitos musicales luego de la publicación de las colaboraciones «Cerca de ti» con Tiago PZK y «Confiésalo» con María Becerra, las cuales marcaron sus primeros ingresos al conteo del Argentina Hot 100.
Luego, en 2021, volvió a repetir la fórmula con Becerra tras lanzar el sencillo «Antes de ti» que logró posicionarse en el puesto 3 en Argentina y a fines de ese año colaboró con Emilia en el sencillo «De enero a diciembre» que se posicionó en puesto 8 y recibió la certificación de disco de platino en Argentina y Uruguay. En 2022, Rusherking fue invitado por Luck Ra para participar de la remezcla del tema musical «Te mentiría», la cual fue certificada con un disco de oro en Argentina.

## Biografía
Thomas Nicolás Tobar nació en la ciudad de Santiago del Estero, Argentina, el 20 de mayo del año 2000. Es hijo de un padre taxista y una madre ama de casa. Creció y vivió en la ciudad de La Banda. Su interés por el rap y el reguetón nació a los 15 años, edad con la cual comenzó a participar de varias competencias de freestyle en las plazas de su ciudad natal. Su nombre artístico surgió cuando eligió el término «Rusher» seguida de la palabra en inglés «King» —en español: Rey— para su usuario en el videojuego Counter-Strike y con el cual también decidió inscribirse en las competencias de freestyle.

## Carrera musical

### 2018-2020: comienzos y primeras canciones
En 2018, a la edad de 17 años, Rusherking con sus ahorros y la ayuda de su padres se mudó a Buenos Aires para desarrollar su carrera musical. Ese año, tras firmar contrato con el sello discográfico Panter Music, comenzó a lanzar sus primeras canciones y a participar de varias colaboraciones, entre las cuales estrenó «Reina», «Playa», «Mala vida» y «Somebody Like Me». Aunque no fue hasta la publicación del sencillo «Ya  no me extrañas» con la cual comenzó a obtener un mediano éxito y que también lo llevó a lanzar un remix con Luck Ra.
A comienzos del 2019, continuó lanzando más canciones, entre las cuales se destacaron «True» y «Cuéntame». En el verano del 2019, Rusherking asistió a un campamento de composición y testeo de productores, donde conoció a Tiago PZK, María Becerra, FMK y al productor musical Big One con quien comenzó a trabajar para lanzar su nueva música. A partir de entonces, publicó «No les sales» y «Pa' siempre», con el cual tuvo una mediana notoriedad, ya que logró conseguir más de cinco millones de reproducciones en YouTube. Luego, siguió la publicación de los sencillos «Por cómo te quiero» e «Y si te tocas», esta última en colaboración con Oscu. El 16 de julio de ese año, Rusherking lanzó su primer EP titulado Lado B bajo la producción de Big One.
En 2020, colaboró con Tiago PZK en el sencillo «Cerca de ti», el cual significó su primer ingreso al ranking Argentina Hot 100, debutando en la posición número 20. Poco después, se publicó el sencillo «Confiésalo» en colaboración con María Becerra, marcando su segundo ingreso al conteo Argentina Hot 100. Luego, Rusherking lanzó «Además de mí», que resultó ser su segunda colaboración con Tiago PZK y se posicionó en el puesto 61 en Argentina. A fines de ese año, estrenó «Lo que tienes» en colaboración con Oriana, que tuvo una favorable recepción comercial.

### 2021-presente: crecimiento y notoriedad musical
El 3 de febrero del 2021, Rusherking estrenó «Llegué tarde», su primer sencillo bajo la producción del sello discográfico Fifty One Music. Al mes siguiente, publicó el remix de «Además de mí», donde se incluyó a Duki, Lit Killah, Khea y María Becerra. La canción resultó ser un éxito en las listas de música, llegando a la cima del Argentina Hot 100, lo cual significó el primer número 1 de Rusherking en la lista y en su carrera; y además el sencillo recibió la certificación de triple disco de platino en Argentina. En junio de ese año, lanzó «Loba», que a 24 horas de su estreno logró obtener más de un millón de reproducciones en YouTube. Poco después, publicó «Bailando te conocí», su segunda colaboración con Duki.
A fines de julio del 2021, Rusherking dio inicio a su primera gira musical denominada Loba Tour, con la cual recorrió la mayoría de las provincias de Argentina y la misma finalizó el 15 de diciembre con un show en el teatro Gran Rex. En septiembre de ese año, se produjo el lanzamiento del sencillo «Como + nadie» del dúo MYA, que contó con su colaboración y de Lit Killah. Al mes siguiente, Rusherking publicó la bachata «Antes de ti», su segunda colaboración junto a María Becerra. A fines de ese año, lanzó en solitario la canción «Bendición» y colaboró con Emilia en la pista musical «De enero a diciembre», que fue descripto como un single navideño.
A inicios del 2022, fue invitado por Iván Noble para versionar la canción «Avanti morocha» y fusionarla con «Otra noche más», una de las canciones de Rusherking. En febrero de ese año, publicó el sencillo «NOW», marcando así su tercera colaboración con Tiago PZK. Poco después, se volvió a reunir con Khea y Lit Killah para colaborar con el sencillo «Pa Co». Además, Rusherking volvió a colaborar con Luck Ra en el remix de la pista musical «Te mentiría», la cual logró escalar al top 20 del Argentina Hot 100 y recibió la certificación de un disco de oro en Argentina.
En mayo del 2022, estrenó el la balada romántica «Ice Cream», y a su vez se unió a Alejandro Lerner para versionar su clásica canción «Después de ti». Ese mismo mes, participó del tema musical «Bandido», una colaboración con Emanero, FMK y Estani. Al poco tiempo, el cantante español Marc Seguí lo invitó a colaborar en el remix de la canción «360». En julio, Rusherking lanzó el sencillo en solitario «Olvídate», cuyo video musical fue rodado en Bariloche y tiempo después estrenó el remix de la canción junto a la banda de cumbia La K'onga. Asimismo, apareció junto a Micro TDH en el remix oficial del tema «12x3» del cantante colombiano Dekko.

## Discografía
| Álbumes de estudio - 2025: Casa 11 | EP - 2020: Lado B |

## Giras musicales
- 2021: Loba Tour[51][52]
- 2025: Casa 11 Tour[53]

## Filmografía
| Año  | Título         | Papel               | Notas                                                                    | Ref.   |
| ---- | -------------- | ------------------- | ------------------------------------------------------------------------ | ------ |
| 2023 | El encargado   | Bautista            | Episodios: «Allanamiento sorpresa», «Aceitunas para todos» (temporada 2) | [ 54 ] |
| 2024 | La voz Uruguay | Jurado de reemplazo | Episodio: «Gala 8: Audiciones a ciegas» (temporada 3)                    | [ 55 ] |
| 2024 | Feat           | Jurado              |                                                                          | [ 56 ] |

## Premios y nominaciones
| Premio                     | Año  | Categoría                           | Trabajo nominado                                                                          | Resultado | Ref.                 |
| -------------------------- | ---- | ----------------------------------- | ----------------------------------------------------------------------------------------- | --------- | -------------------- |
| Kids' Choice Awards México | 2022 | Artista argentino                   | Rusherking                                                                                | Nominado  | [ 57 ]               |
| LOS40 Music Awards         | 2023 | Mejor colaboración urbana           | «Los del Espacio» (con Lit Killah, Duki, Emilia, Tiago PZK, FMK, María Becerra y Big One) | Nominado  | [ 58 ]               |
| Premios Carlos Gardel      | 2022 | Mejor colaboración urbana           | «Yo sé que tú» (con FMK, Tiago PZK y Lit Killah)                                          | Nominado  | [ 59 ]               |
| Premios Carlos Gardel      | 2023 | Mejor colaboración urbana           | «Perfecta» (con Dread Mar-I)                                                              | Nominado  | [ 60 ]               |
| Premios Carlos Gardel      | 2023 | Mejor canción de cuarteto           | «Olvídate (remix)» (con La K'onga)                                                        | Nominado  | [ 60 ]               |
| Premios Carlos Gardel      | 2024 | Canción del año                     | «Los del Espacio» (con Lit Killah, Duki, Emilia, Tiago PZK, FMK, María Becerra y Big One) | Nominado  | [ 61 ] [ 62 ]        |
| Premios Carlos Gardel      | 2024 | Grabación del año                   | «Los del Espacio» (con Lit Killah, Duki, Emilia, Tiago PZK, FMK, María Becerra y Big One) | Nominado  | [ 61 ] [ 62 ]        |
| Premios Carlos Gardel      | 2024 | Mejor canción urbana                | «Los del Espacio» (con Lit Killah, Duki, Emilia, Tiago PZK, FMK, María Becerra y Big One) | Nominado  | [ 61 ] [ 62 ]        |
| Premios Carlos Gardel      | 2024 | Mejor colaboración urbana           | «Los del Espacio» (con Lit Killah, Duki, Emilia, Tiago PZK, FMK, María Becerra y Big One) | Ganador   | [ 61 ] [ 62 ]        |
| Premios Carlos Gardel      | 2024 | Mejor canción de cuarteto           | «Mentiras» (con Big One y Ulises Bueno)                                                   | Nominado  | [ 61 ] [ 62 ]        |
| Premios Heat Latin Music   | 2024 | Mejor colaboración                  | «Los del Espacio» (con Lit Killah, Duki, Emilia, Tiago PZK, FMK, María Becerra y Big One) | Nominado  | [ 63 ]               |
| Premios Ídolo              | 2024 | Canción más viral                   | «Los del Espacio» (con Lit Killah, Duki, Emilia, Tiago PZK, FMK, María Becerra y Big One) | Nominado  | [ 64 ]               |
| Premios Juventud           | 2023 | La nueva generación masculina       | Rusherking                                                                                | Nominado  | [ 65 ]               |
| Premios Latin Plug         | 2022 | Artista musical argentino del año   | Rusherking                                                                                | Nominado  | [ 66 ]               |
| Premios Lo Nuestro         | 2024 | Canción del año - Pop               | «A mi lado» (con Reik)                                                                    | Nominado  | [ 67 ]               |
| Premios MTV Miaw           | 2023 | Junte del año                       | «Los del Espacio» (con Lit Killah, Duki, Emilia, Tiago PZK, FMK, María Becerra y Big One) | Ganador   | [ 68 ]               |
| Premios Musa               | 2023 | Colaboración internacional del año  | «Los del Espacio» (con Lit Killah, Duki, Emilia, Tiago PZK, FMK, María Becerra y Big One) | Nominado  | [ 69 ]               |
| Premios Quiero             | 2021 | Mejor video de fiesta               | «Bailando te conocí» (con Duki)                                                           | Nominado  | [ 70 ]               |
| Premios Quiero             | 2021 | Mejor video de rap / trap / hip hop | «Además de mí (remix)» (con Tiago PZK, Khea, Lit Killah, Duki y María Becerra)            | Ganador   | [ 70 ]               |
| Premios Quiero             | 2022 | Mejor encuentro extraordinario      | «Después de ti» (con Alejandro Lerner)                                                    | Nominado  | [ 71 ]               |
| Premios Quiero             | 2023 | Mejor video del año                 | «Los del Espacio» (con Lit Killah, Duki, Emilia, Tiago PZK, FMK, María Becerra y Big One) | Nominado  | [ 72 ] [ 73 ] [ 74 ] |
| Premios Quiero             | 2023 | Mejor video urbano                  | «Los del Espacio» (con Lit Killah, Duki, Emilia, Tiago PZK, FMK, María Becerra y Big One) | Ganador   | [ 72 ] [ 73 ] [ 74 ] |
| Premios Quiero             | 2023 | Mejor video melódico                | «A mi lado» (con Reik)                                                                    | Nominado  | [ 72 ] [ 73 ] [ 74 ] |
| Premios Quiero             | 2023 | Mejor encuentro extraordinario      | «Chanel de coco» (con MYA)                                                                | Ganador   | [ 72 ] [ 73 ] [ 74 ] |
| Premios Quiero             | 2023 | Mejor video pop                     | «Chanel de coco» (con MYA)                                                                | Nominado  | [ 72 ] [ 73 ] [ 74 ] |
| Premios Quiero             | 2023 | Mejor video rap / trap / hip hop    | «Zona caliente» (con C.R.O)                                                               | Nominado  | [ 72 ] [ 73 ] [ 74 ] |
| Premios Quiero             | 2024 | Mejor video fiesta                  | «A puro dolor» (con Emanero y Ángel López)                                                | Nominado  | [ 75 ]               |
| Video Prisma Awards        | 2023 | Video favorito                      | «Los del Espacio» (con Lit Killah, Duki, Emilia, Tiago PZK, FMK, María Becerra y Big One) | Nominado  | [ 76 ]               |